# Ямпольский, Владимир Ефимович
Владимир (Вольф) Ефимович Ямпольский (19 января  1905, Черкассы, Российская империя — 2 июня 1965, Кемерово, СССР) — советский пианист-ансамблист. «Один из самых известных в стране аккомпаниаторов».

## Биография
Родился 6 января (по старому стилю) 1905 года Черкассах в семье звенигородского мещанина Хаима-Шимона Вольковича Ямпольского и Ривки Ямпольской. Родители заключили брак там же в 1902 году.
Окончил Ленинградскую консерваторию по классу Л. В. Николаева в 1933 году. Ещё с 1920-х годов выступал в ансамбле с М. Б. Полякиным, с 1940-х — с Д. Ф. Ойстрахом, чьим «бессменным концертмейстером» он был с 1949 по 1960 год. Также аккомпанировал М. И. Фихтенгольцу, Е. Г. Гилельс, Л. Б. Когану, И. Д. Ойстраху, Ю. Г. Ситковецкому, М. Л. Ростроповичу, В. А. Климову.
Брат педагога-скрипача Григория Ефимовича Ямпольского (1905—1978). 
Сыновья: 
- Виктор Ямпольский[англ.][10] (род. 1942), скрипач и дирижёр.
- Мирон Ямпольский (род. 1944), виолончелист.